# Венёв
Венёв — небольшой старинный русский город, административный центр Венёвского района Тульской области России. Образует одноимённое муниципальное образование город Венёв со статусом городского поселения как единственный населённый пункт в его составе.
Один из 115 исторических городов России. На территории города расположено около десятка религиозных сооружений, среди которых храмовый комплекс Богоявленской церкви, церковь Воскресения Христова и другие. Как отмечал писатель П. И. Малицкий — «это историческая черта Венёва».

## Этимология
Своё название город получил по географическому признаку — от реки Венёвки (прежнее название «Венева»). Слово происходит от древне-русского вить с образованием слов венок, веник, что означало извилистость (характерной особенности русла реки в этом районе). По мнению археолога и краеведа Н. И. Троицкого, — создателя музея Тульской губернии «Палата древностей», название «Венева» может иметь финское происхождение — от заселения этих мест финно-угорскими народами (Россия по-фински — Venäjä). В своих краеведческих трудах «Вёневские древности» первый смотритель Венёвского духовного училища Д. Г. Гедеонов писал, что первые местные поселенцы словом «венева» называли берёзу.

## Географическое положение и транспорт

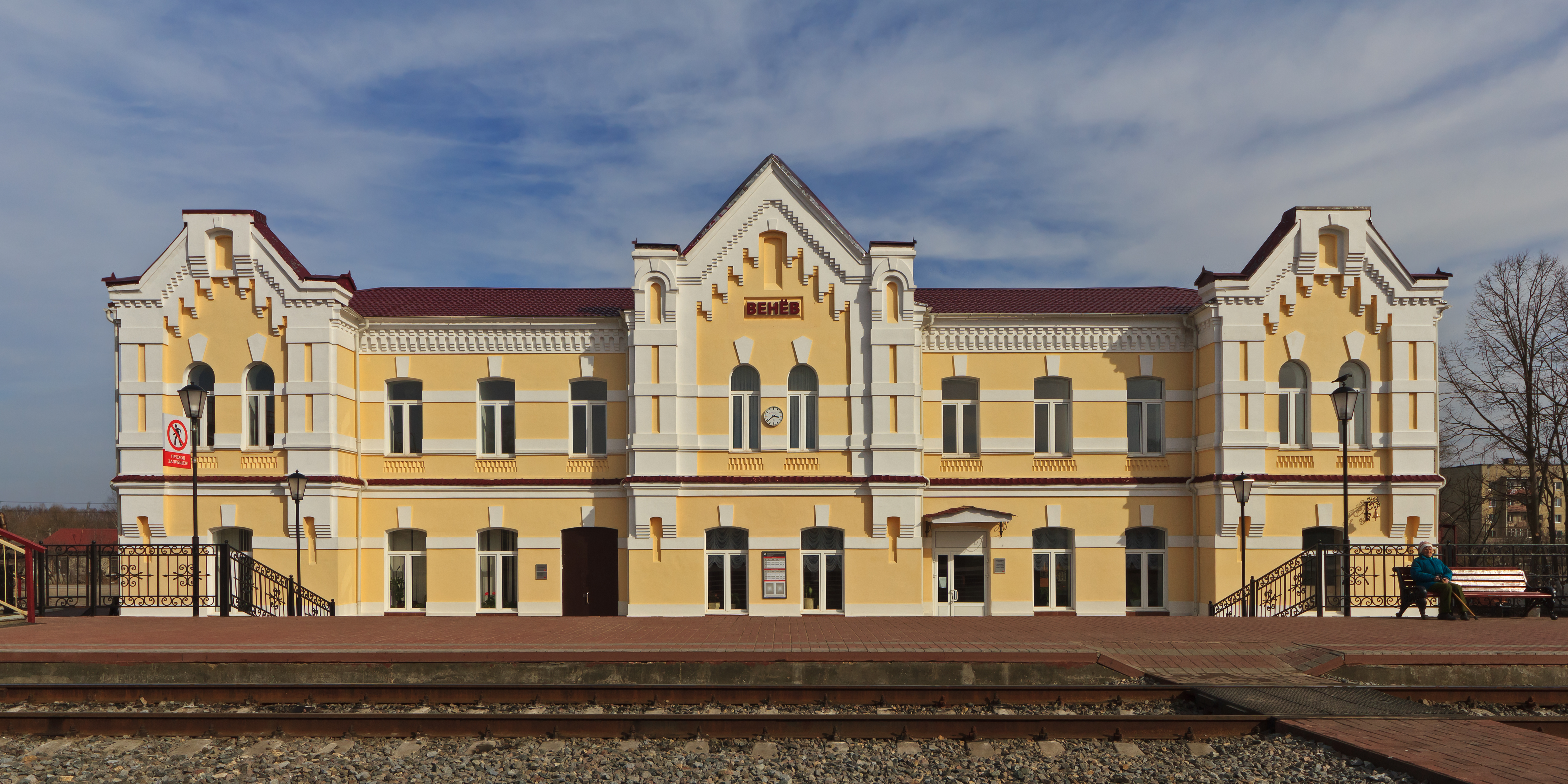
Железнодорожный вокзал Венёва

Город расположен на северо-востоке Тульской области на возвышенности, изрезанной оврагами, на крутых склонах левого берега реки Венёвки в 163 км к югу от Москвы и в 52 км к востоку от областного центра — Тулы. В непосредственной близи от города проходят автодорога Р132 (Вязьма — Рязань) и автомагистраль — М4. В самом городе находится одноимённая железнодорожная станция «Венёв», через которую следуют поезда сообщением Москва — Абхазия, Москва — Анапа, Москва — Новороссийск, Санкт-Петербург — Волгоград.

## История

### Старая Венева и Городенеск
Первые письменные упоминания о поселении Венева относятся к 1390-м годам. Изначально оно располагалось, предположительно, в 7 километрах от современного Венёва на реке Осетре в районе нынешней деревни Гурьево. В 1408 году в битве на Смядве под Венёвом воинами Пронского княжества и ордынцами было разбито московское великокняжеское войско. В 1483 и 1494 годах старая Венева ещё упоминается в договорных грамотах Московского князя с Рязанским и Литовским княжествами.
На современном месте поселение появилось как крепость (см. Венёвский кремль) под названием «Городенеск на Веневе» в середине XVI века. Крепость основал боярин и воевода И. В. Шереметев. Город имел хорошее естественное фортификационное расположение: с одной стороны протекала река с обрывистыми берегами, с напольной стороны — глубокий овраг, соединяющийся с рекой. Вскоре крепость перешла во владение князя И. Ф. Мстиславского. В 1571 году после набега полчищ крымского хана Девлет-Гирея царь Иван IV отобрал владение у Мстиславского, обвинив его в измене. В 1572 году крепость была переименована в Венёв. В 1596 году крепостной стеной был обнесён и посад. Особенно сильно город пострадал во время нашествия татар в 1633 году. Он был почти полностью сожжён

### Уездный город
В 1708 году, после того, как Пётр I поделил страну на 8 больших губерний, город Венёв вошёл в состав Московской губернии. В 1719 году, после второй административно-территориальной реформы Петра I Венёв стал центром дистрикта (с 1727 — уезда) Тульской провинции той же губернии. В 1777 году Венёв указом Екатерины II официально получил статус уездного города Веневского уезда Тульского наместничества (с 1796 года — Тульской губернии) и получил собственный герб.

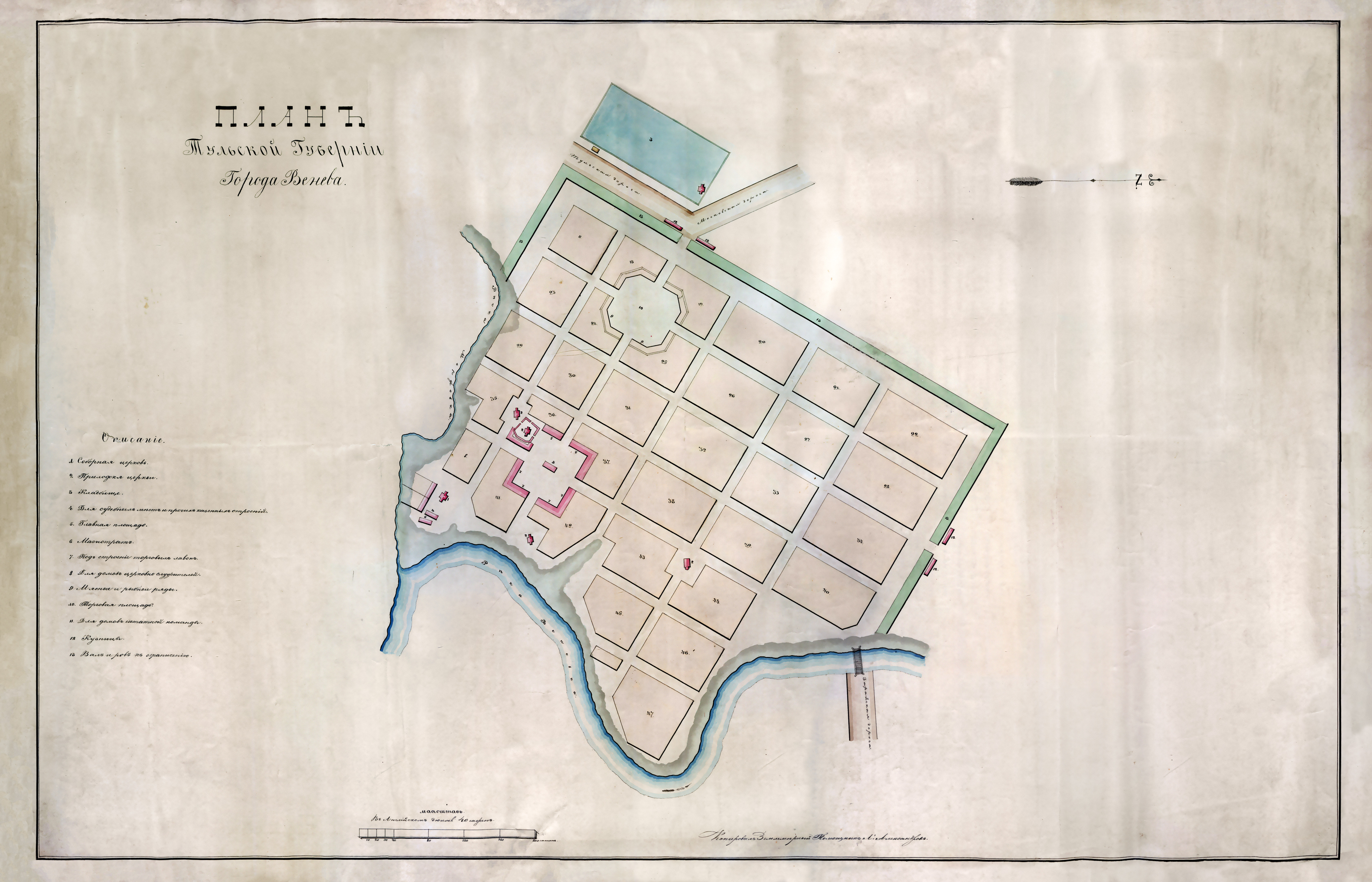
План Венёва Тульской губернии 1830 г.

В XIX веке Венёв стал занимать одно из ведущих мест по поставкам хлеба и сельхозсырья в московский регион. Через город проходил торговый гужевой тракт из Ельца и Ливен. В конце 1890-х сюда до города была проложена из Москвы железнодорожная ветка.

### Новейшее время

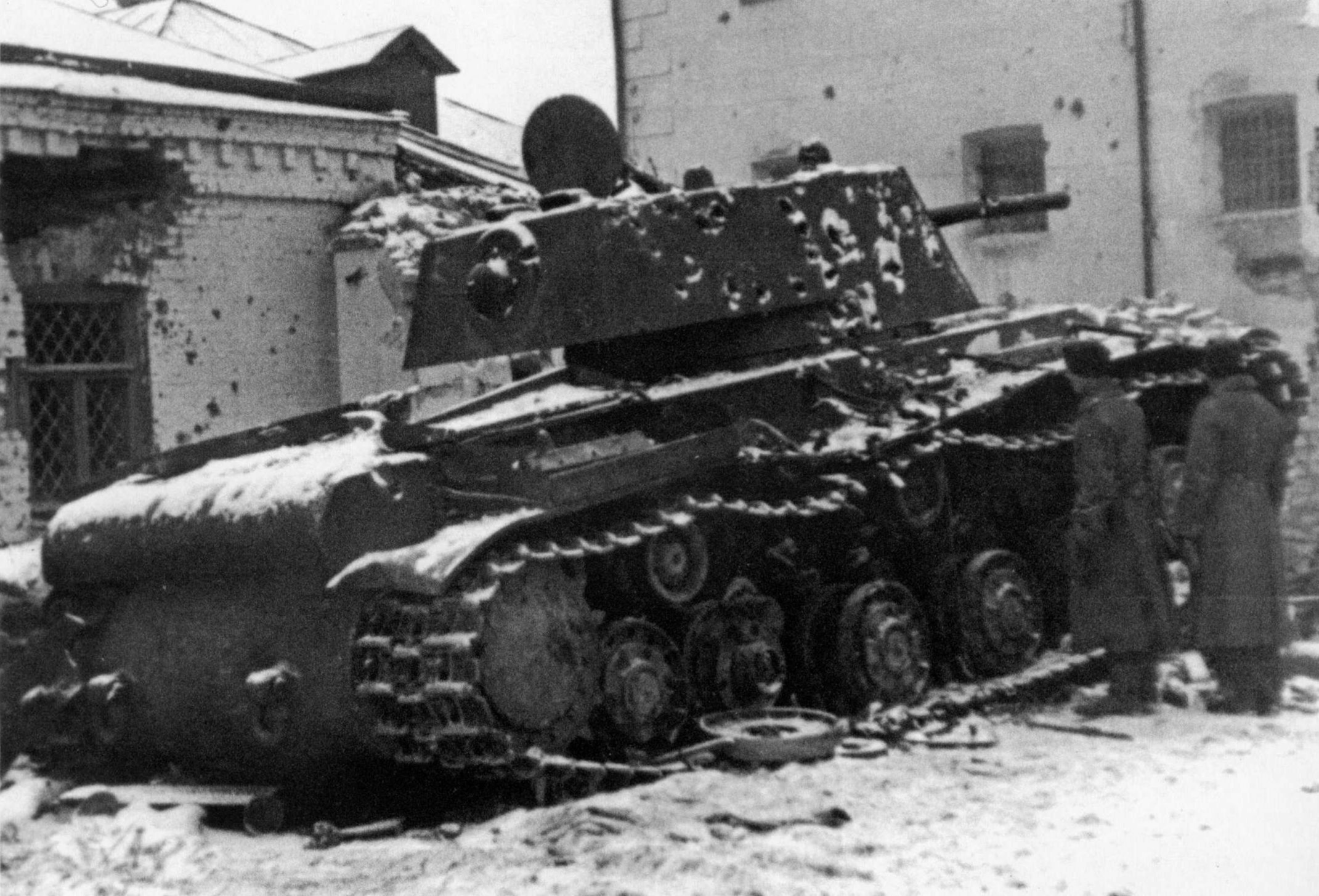
КВ-1, подбитый возле городской тюрьмы, конец 1941 года

1 декабря 1917 года решением Венёвского Совета рабочих и солдатских депутатов было принято решение о признании Советской власти. С 1924 года Венёв стал районным центром Венёвского района Тульской губернии. С 1929 по 1937 год входил в Московскую область, с 1937 года входит в Тульскую.
После начала Великой Отечественной войны в ноябре 1941 года Венёв оказался на пути войск Вермахта, наступающих к Москве с юга. 21 ноября 1941 года Военный совет Западного фронта создал из нескольких пехотных и танковых соединений «Венёвский боевой участок». Его начальником стал командующий 413-й стрелковой дивизии генерал-майор А. Д. Терешков. Оборона города продолжалась пять дней, но город пал — 24 ноября 2-я танковая армия Гудериана вошла в Венёв, а «Венёвский боевой участок» прекратил своё существование. Он был освобождён 9 декабря 1941 года в ходе Тульской наступательной операции силами 1-го гвардейского кавалерийского корпуса генерал-лейтенанта П. А. Белова совместно со 173-й гвардейской и 322-й стрелковыми дивизиями.

### Послевоенные годы
Две недели город находился в оккупации. Сразу после освобождения в город возвратились ответственные партийные советские работники райисполкома, горсовета и других учреждений. Местные жители организовывались в бригады для восстановления разрушенного хозяйства: расчищали руины, приспосабливали под временное жильё полуразрушенные дома, восстанавливали и благоустраивали дороги, городские улицы и площади, были приведены в порядок детский сад, ясли, больницы, отремонтирован водопровод, восстановлены железная дорога, электрическая станция и телефонная связь. Начали работать столовая, магазины, пекарни, баня, парикмахерская, гостиница, типография. Возобновился выпуск «Колхозной газеты» — районной газеты венёвского райкома партии. В послевоенные годы началось интенсивное строительство благоустроенного жилья и общественных зданий. Были построены здание администрации — Дом Советов, электроподстанция, кинотеатр на 400 зрительских мест, центральный универмаг, стадион. Появился новый посёлок Пристанционный; возникли новые улицы: Комсомольская, Луговая, Пионерская, Привокзальная, Садовая, Станционная, Школьная. В 1973 году было закончено строительство Венёвского больничного городка. В связи с развитием угледобычи в районе в середине 1970-х годов были пущены в эксплуатацию две очереди Грызловского разреза с годовой добычей 2,3 миллиона тонн бурого угля. Построен жилой шахтёрский микрорайон.

## Экономика
По состоянию на 2018 год в городе функционировали следующие предприятия:
- Венёвский завод алмазного инструмента (ОАО «ВеАл») — один из крупных производителей алмазного инструмента в России. Основан в 1975 году.
- Завод Венфа (ООО «Венфа») — производитель синтетического алмазного порошка и пасты.
- Маслозавод (ЗАО «Веневский маслозавод») — производитель растительного масла, майонеза, жмыха[30].
- Сметанно-творожный завод (ОАО «Веневский сметано-творожный завод») — переработка молока, производство сыра, животных масел и жиров[31].
- Завод по производству хлебобулочных изделий[32].
- Бумажная шведская фабрика SCA — международная компания выпускает гигиенические товары народного потребления и бумажную продукцию[33].

## Символика
8 (19) марта 1778 года императрица Екатерина II утвердила исторический герб Венёва. Герб представлял собой восемь вертикальных зелёных полос, перевитых серебряным через одну полосу до половины щита, вторая половина имеет такие же полосы, но в противоположном верхним полосам положении. В середине герба расположена золотая хлебная мера, символизирующая хлебный промысел города.

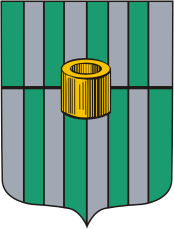
Герб Венёва, утверждённый в 1778 году

В 2018 году в Тульской области проходил проект «Бренды малых городов», в рамках которого для 14 районных центров, включая Венёв, были разработаны варианты логотипов, за которые голосовали местные жители. Этот проект был разработан для расширения туристических возможностей региона. Из 23-х заявок, членами комиссии были отобраны 8. Голосование состоялось 18 марта. В результате Венёв обрёл свой логотип, основным объектом которого стала колокольня церкви Николая Чудотворца. С большим отрывом победил автор проекта Денис Бунегин.

## Население
| 1856    | 1897    | 1913    | 1926    | 1931    | 1939    | 1959    | 1970    | 1979    |
| ------- | ------- | ------- | ------- | ------- | ------- | ------- | ------- | ------- |
| 4300    | ↗5200   | ↗5500   | ↗5900   | ↘5500   | ↗5576   | ↗6261   | ↘5893   | ↗7124   |
| 1989    | 1992    | 1996    | 1998    | 2000    | 2001    | 2002    | 2003    | 2005    |
| ↗13 243 | ↗14 800 | ↗15 400 | ↘15 300 | ↘15 200 | ↗15 300 | ↗16 167 | ↗16 200 | ↘15 900 |
| 2006    | 2007    | 2008    | 2010    | 2011    | 2012    | 2013    | 2014    | 2015    |
| ↘15 700 | ↘15 600 | ↘15 500 | ↘15 224 | ↘15 200 | ↘14 866 | ↘14 500 | ↘14 244 | ↘14 198 |
| 2016    | 2017    | 2018    | 2019    | 2020    | 2021    |         |         |         |
| ↗14 260 | ↘14 211 | ↘14 191 | ↘14 023 | ↘13 883 | ↘12 668 |         |         |         |

На 1 января 2024 года по численности населения город находился на неизвестно-м месте из 1119 городов Российской Федерации.
Национальный состав
По итогам переписи населения 2020 года проживали следующие национальности (национальности менее 0,1 % и другое см. в сноске к строке «Другие»):
| Национальность | Численность, чел. | Доля     |
| -------------- | ----------------- | -------- |
| Русские        | 11 469            | 90,54 %  |
| Армяне         | 305               | 2,41 %   |
| Грузины        | 57                | 0,45 %   |
| Украинцы       | 52                | 0,41 %   |
| Татары         | 37                | 0,29 %   |
| Таджики        | 29                | 0,23 %   |
| Узбеки         | 24                | 0,19 %   |
| Лезгины        | 21                | 0,17 %   |
| Азербайджанцы  | 18                | 0,14 %   |
| Немцы          | 15                | 0,12 %   |
| Мордва         | 13                | 0,10 %   |
| Другие         | 628               | 4,95 %   |
| Итого          | 12 668            | 100,00 % |

## Туризм

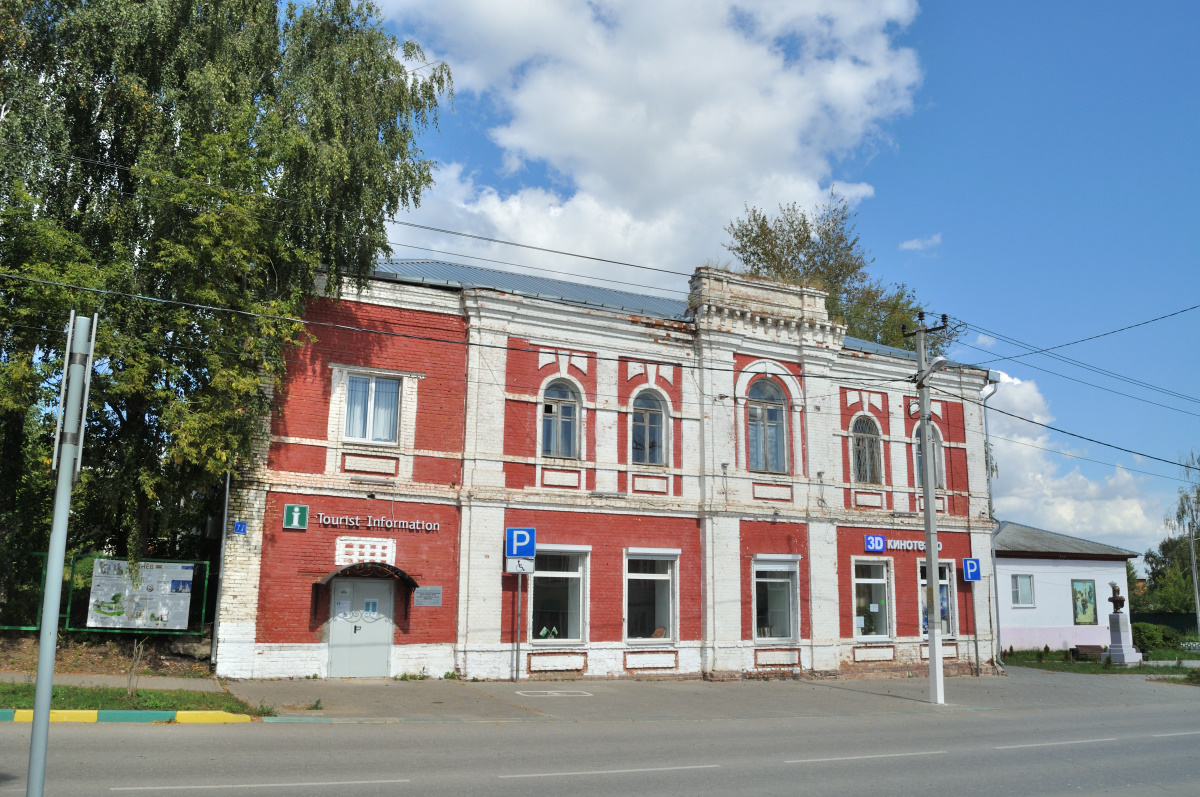
Туристско-информационный центр города Венёва

В марте 2004 года краевед Денис Махель создал интернет-сайт «Венёвский уезд», оказавший значительное влияние на развитие туризма в Венёвском районе. В 2008 году был учреждён клуб краеведов «Венёвский уезд», который ныне (2024) объединяет более двадцати человек. Клуб проводит экскурсии, организует выставки и конкурсы, выпускает сувениры, издаёт литературу, реализует общественные проекты. С 2019 года клуб краеведов размещается в Туристско-информационном центре.
В декабре 2018 года был открыт муниципальный Туристско-информационный центр (ТИЦ) города Венёва по адресу ул. Володарского, 11. При ТИЦе работает художественная галерея.
Ежегодно в первую субботу июля проходит международный фестиваль фольклора и ремёсел «Двенадцать ключей». В XIX веке в урочище «Двенадцать ключей» в рождество Иоанна Предтечи 7 июля (24 июня) устраивались народные гулянья. В 2006 году праздник был возрождён в формате фольклорного фестиваля. Ежегодно фестиваль собирает более 6 тысяч гостей.
3 июня 2021 года Тульская область в числе девяти регионов вошла в туристический проект «Большое Золотое кольцо России». Все регионы проекта «Большого Золотого кольца» связывает автодорога Р132 Золотое кольцо, проходящая через Венёв.

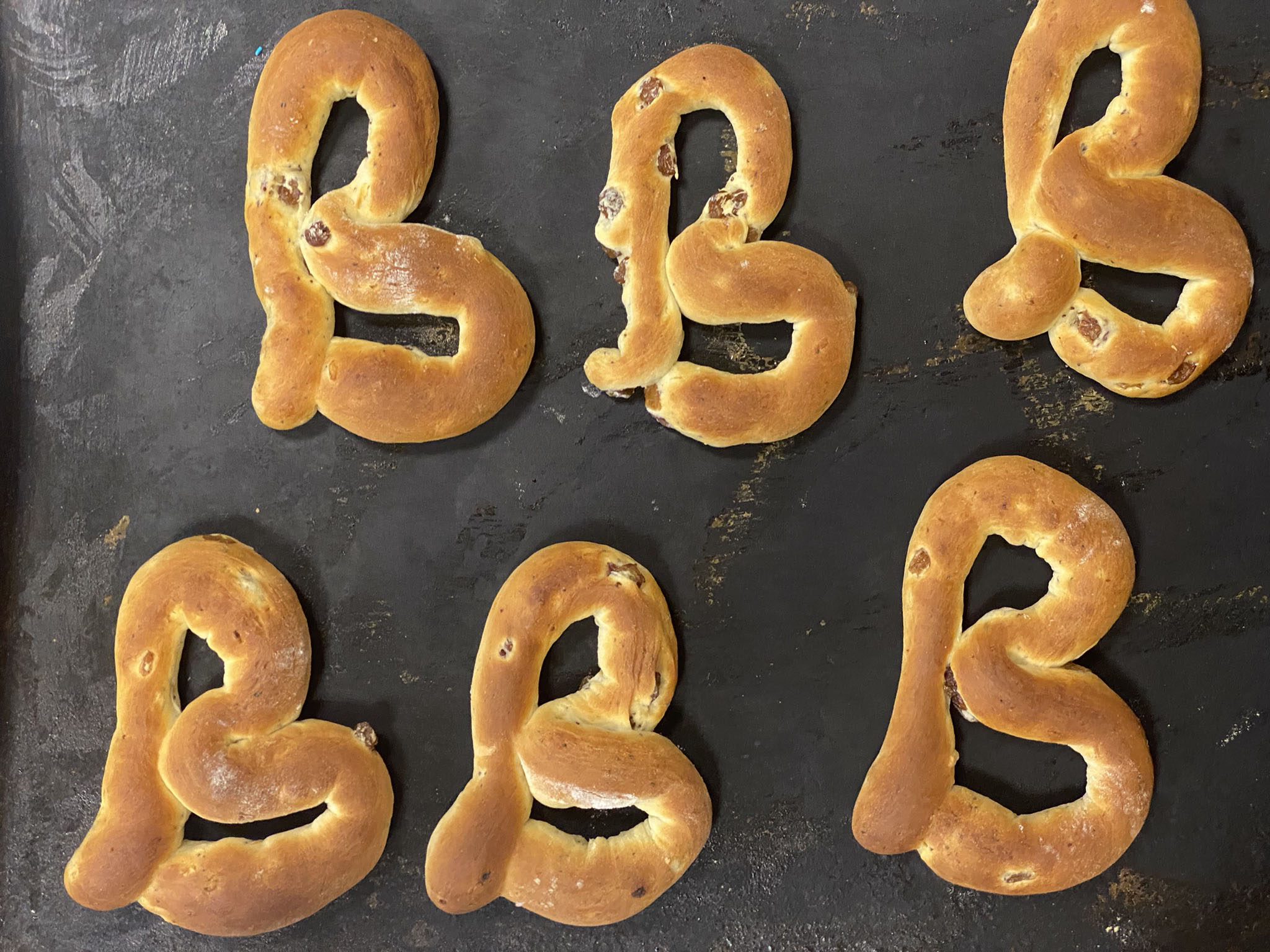
Булочка «Венёвка»

C 2014 года производится булочка «Венёвка», ставшая гастрономическим брендом города. Форма булочки повторяет букву «В» русского алфавита. 8 ноября 2021 года был установлен арт-объект «Памятник булочке Венёвке» на улице Бундурина. Идея установки этого арт-объекта стала победителем всероссийского конкурса «Культурный след».
Туристическая инфраструктура Венёва в форме малого бизнеса представлена предприятиями размещения и питания, лавками сувенирной продукции. На 2021 год городе отсутствуют частные музеи, что обусловлено неразвитостью местных промыслов. Посещение Венёва организованными группами осуществляется посредством однодневного автобусного тура без ночёвки, либо в составе двухдневного тура, предусматривающего заезд в несколько городов.

## Достопримечательности
В Венёве в XVII—XVIII веках находился Богоявленский монастырь, который позже был упразднён. На месте монастыря находится храмовый комплекс — церкви Богоявленская и Казанская. Колокольня церкви Николая Чудотворца — самое высокое здание в Тульской области, её высота 77 метров. В 2022 году отреставрирована и музеефицирована, сам храм не сохранился.
На въезде в город располагается Курган Бессмертия, открытый в 1966 году для почтения памяти погибших в Великой Отечественной войне. По всей ширине Кургана располагаются мемориальные таблички с именами солдат, принимавших участие в битве за Венёв.
В 1981 году в Венёве открылся филиал Тульского краеведческого музея, в 1990 году ставший самостоятельным Венёвским краеведческим музеем. Для посетителей были открыты три зала: «Великая Отечественная война», «Боевой славы» и зал «Советско-чехословацкой дружбы». Каменные палаты, в которых размещается музей, являются самым старым зданием гражданской архитектуры не только в городе, но и во всей Тульской области. На станции Венёв действует экспозиция железнодорожной техники под открытым небом. В 2022 году на Красной площади открылся Музей фототехники. Музей рассказывает историю города Венёва через оптику объектива. Представлено более сотни советских и немецких фотоаппаратов.

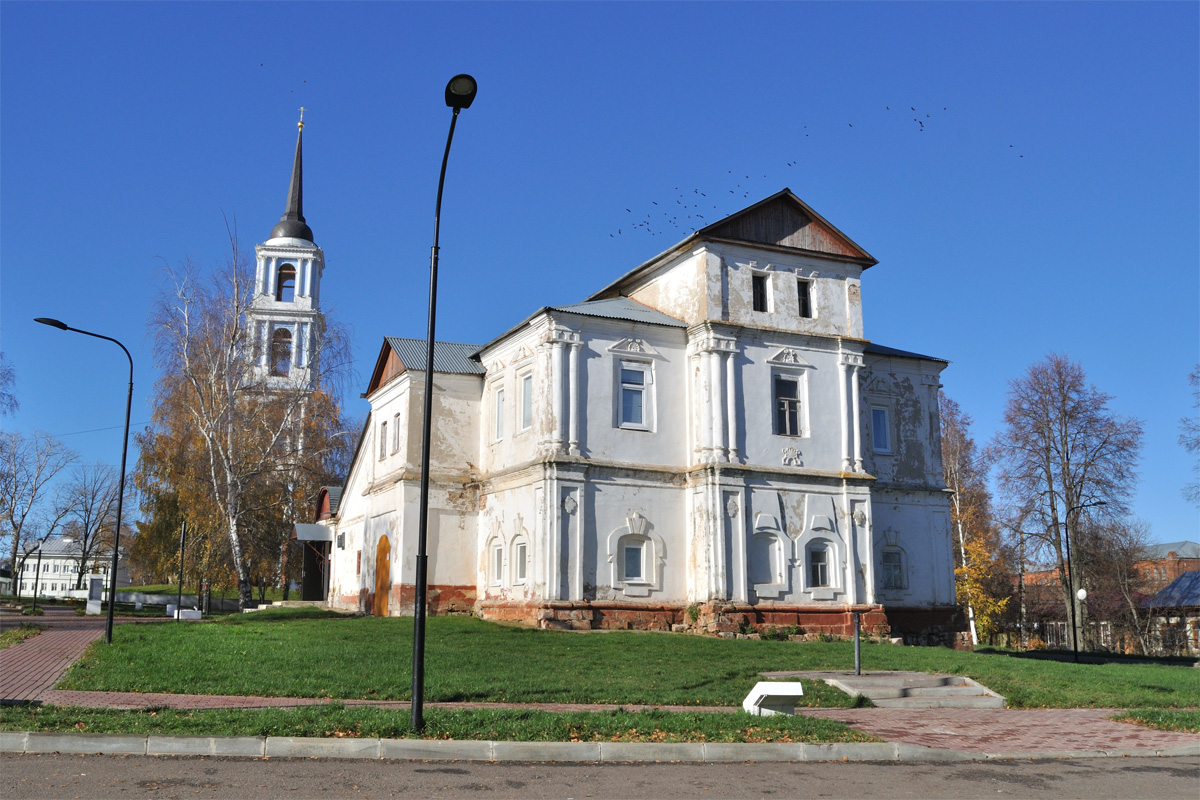
Краеведческий музей
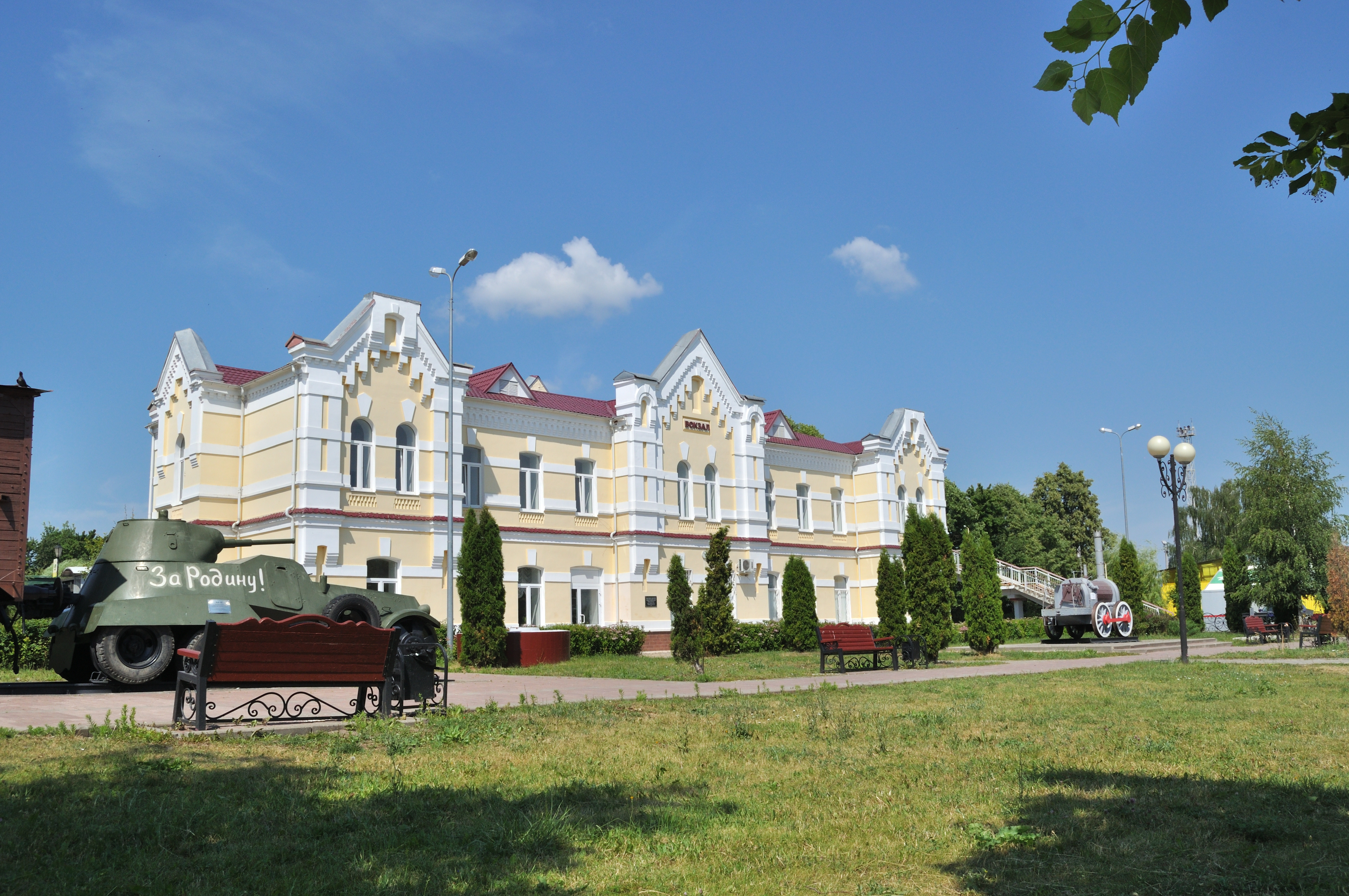
Музей железнодорожной техники на вокзале
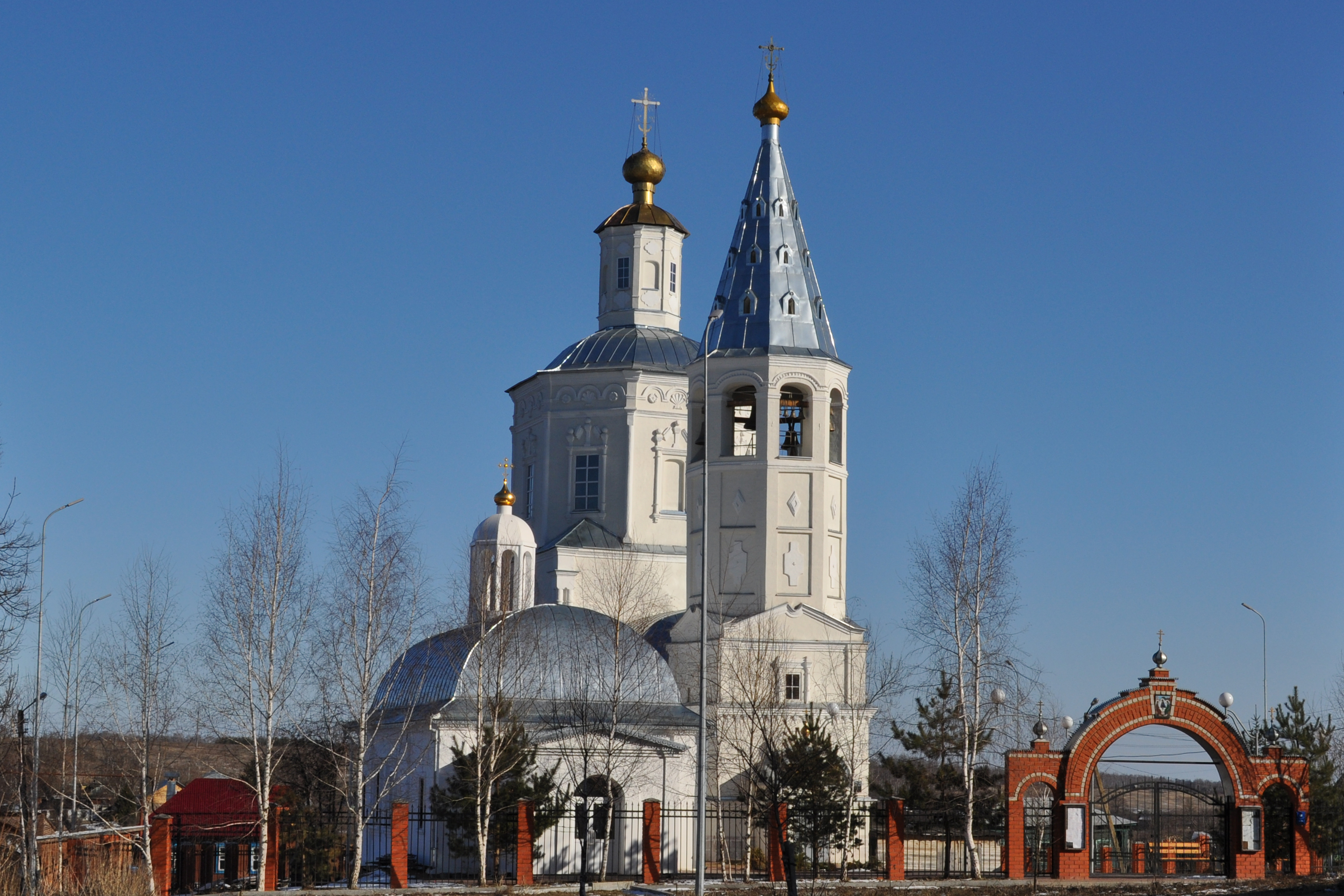
Храмовый комплекс бывшего Богоявленского монастыря
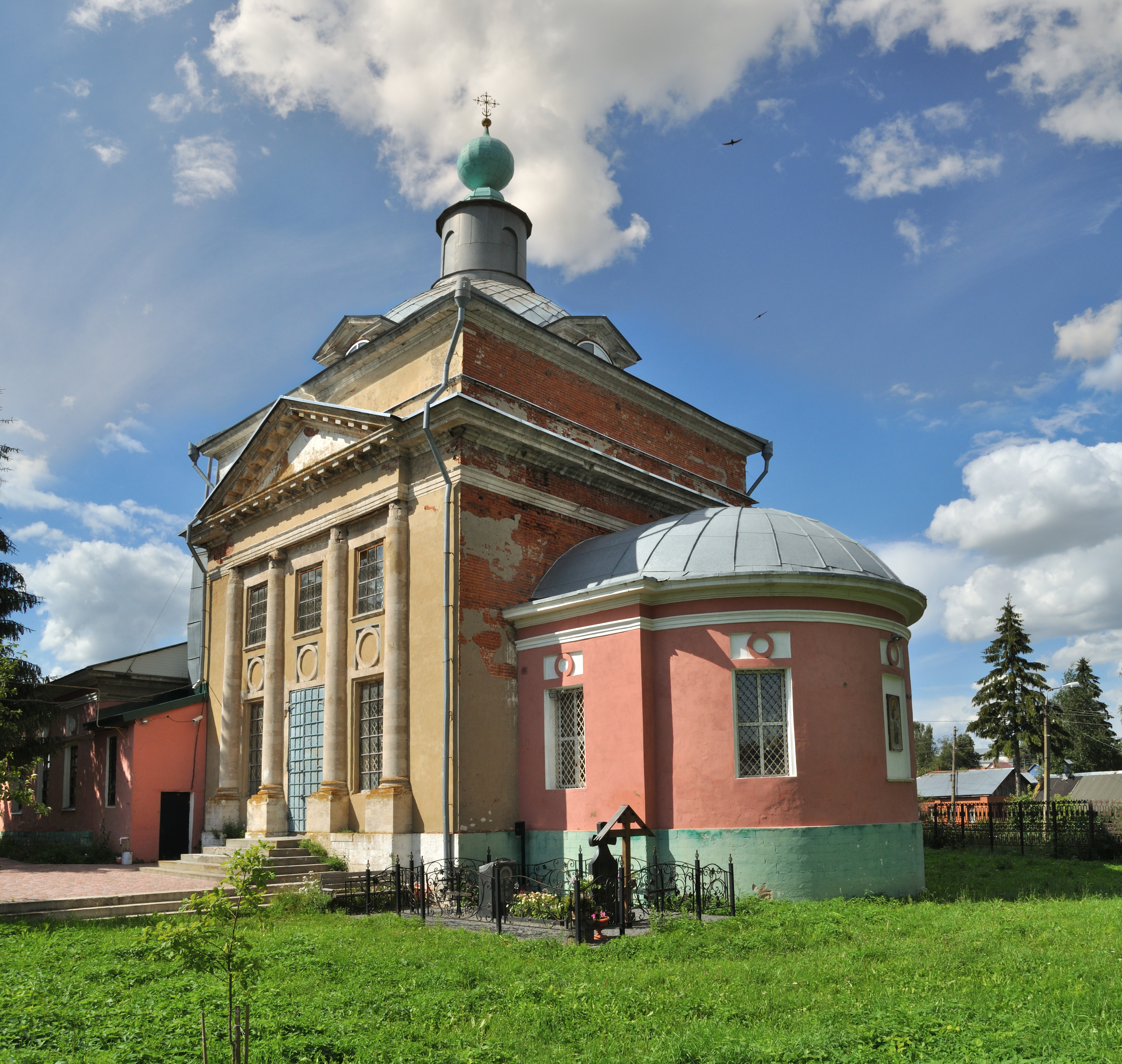
Воскресенская церковь
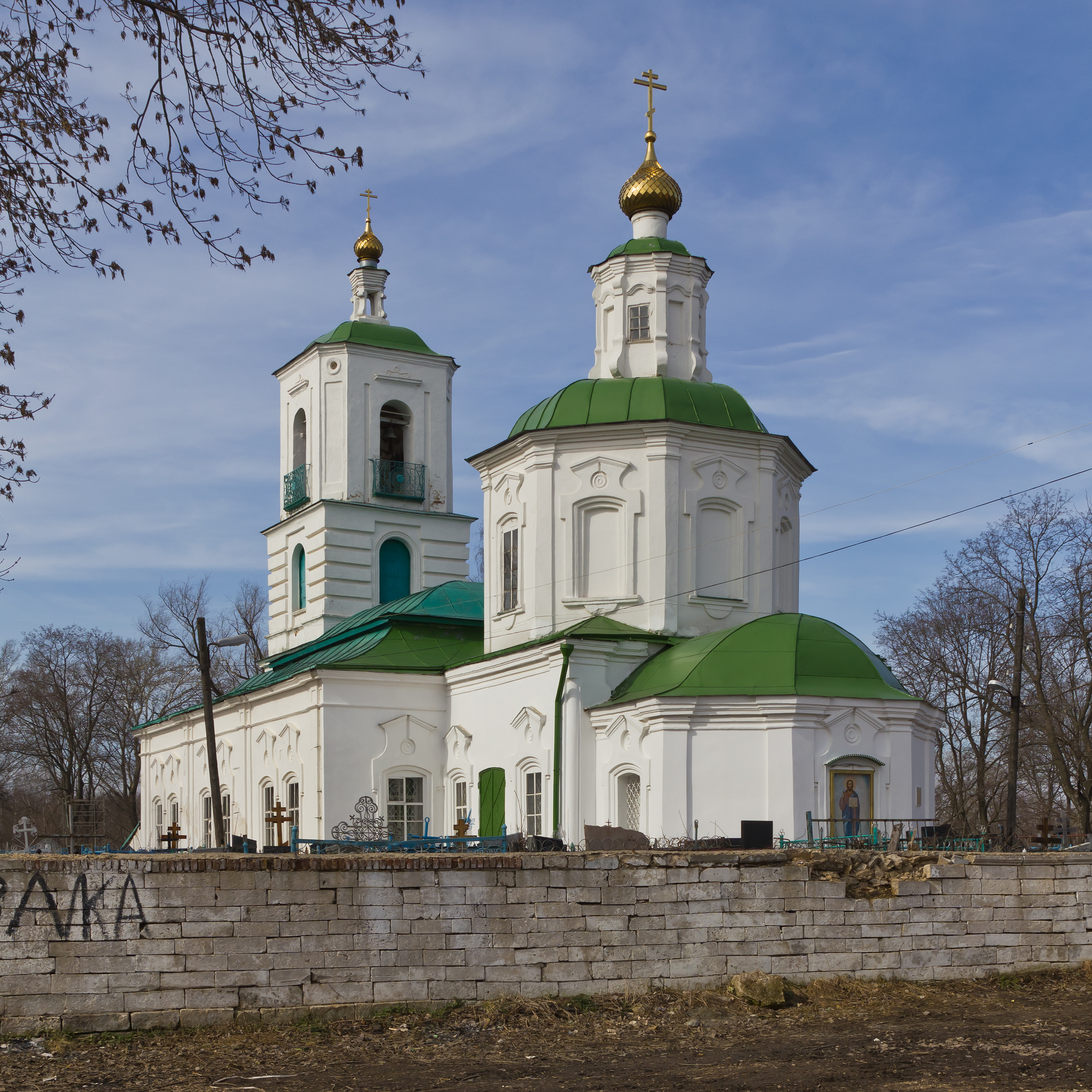
Кладбищенская церковь Иоанна Предтечи
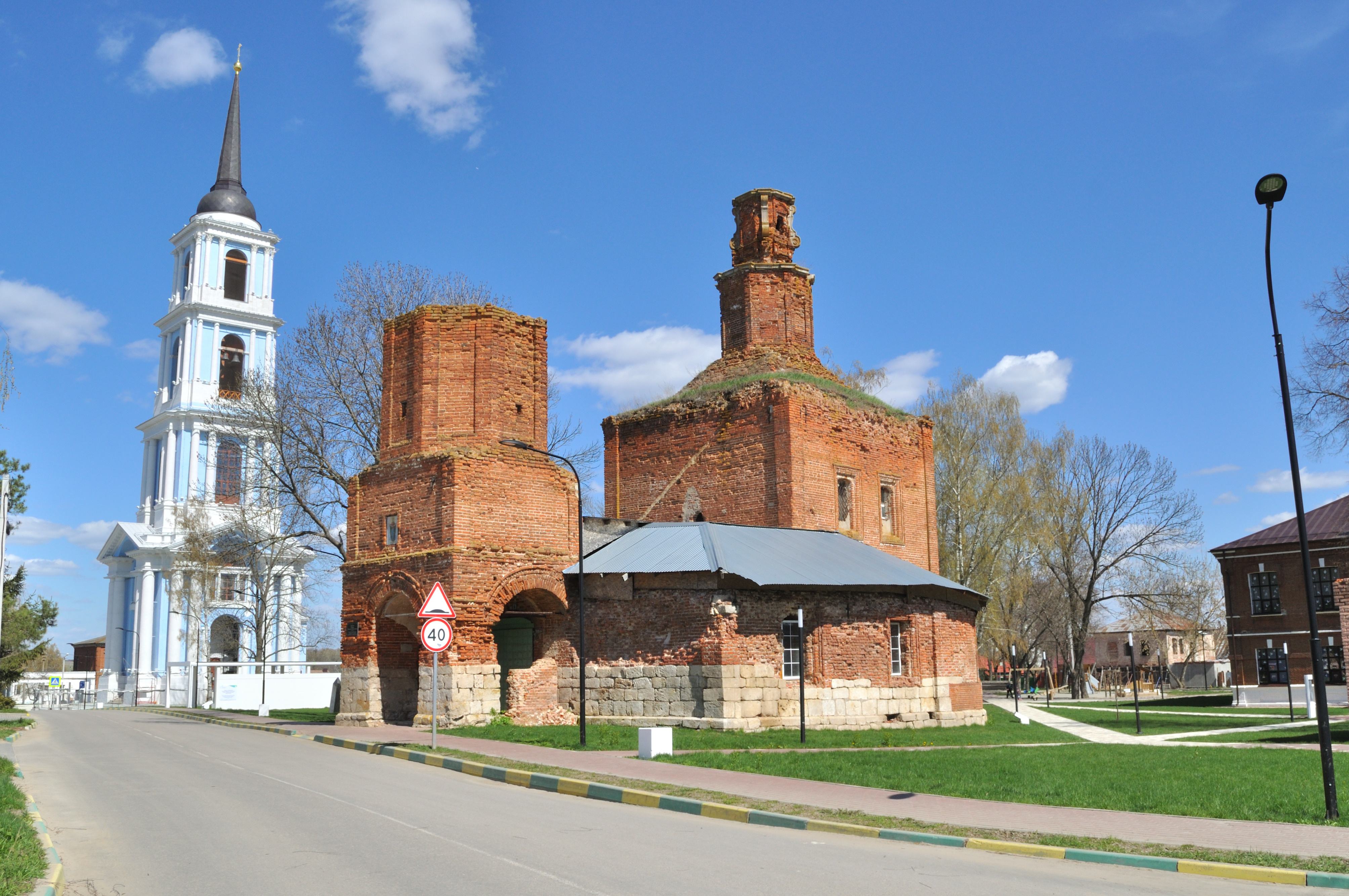
Покровская церковь
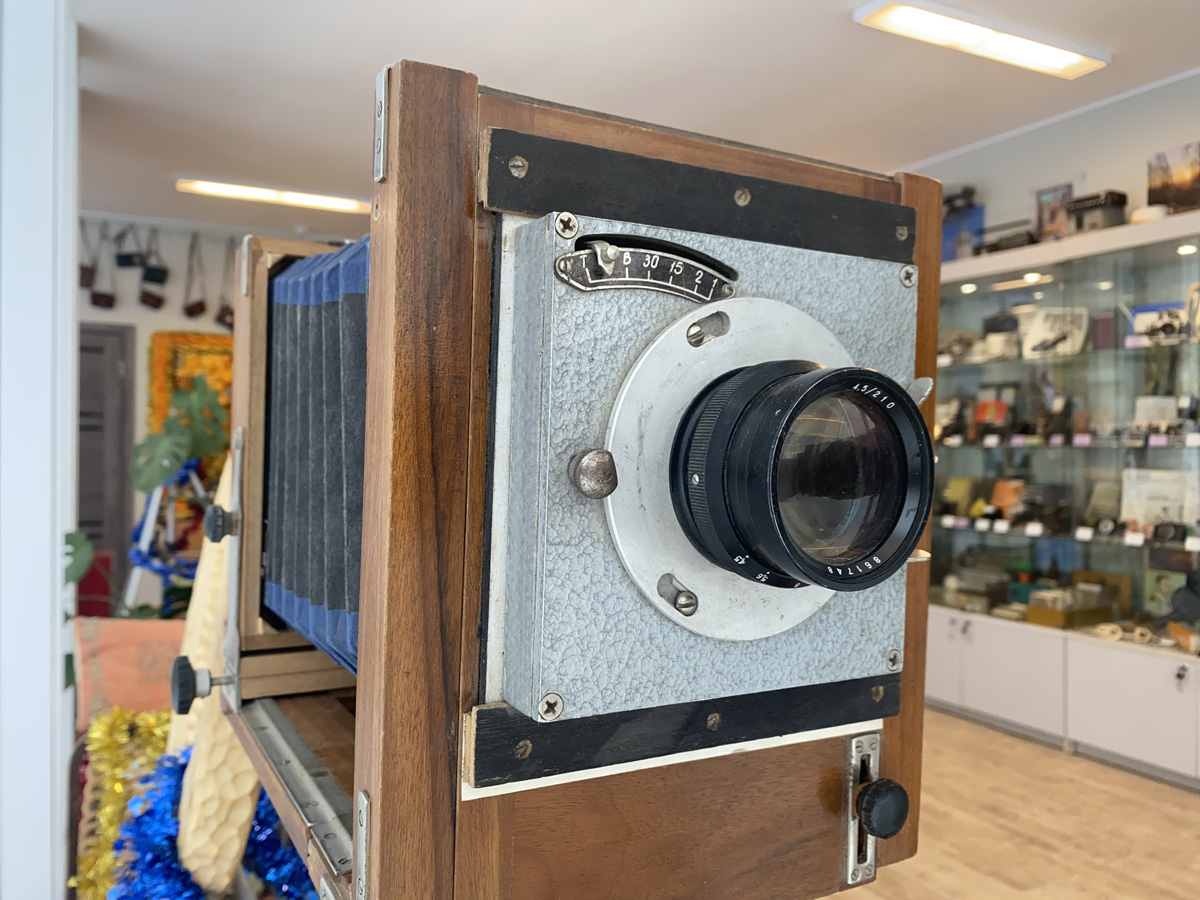
Музей фототехники

## Люди, связанные с Венёвом

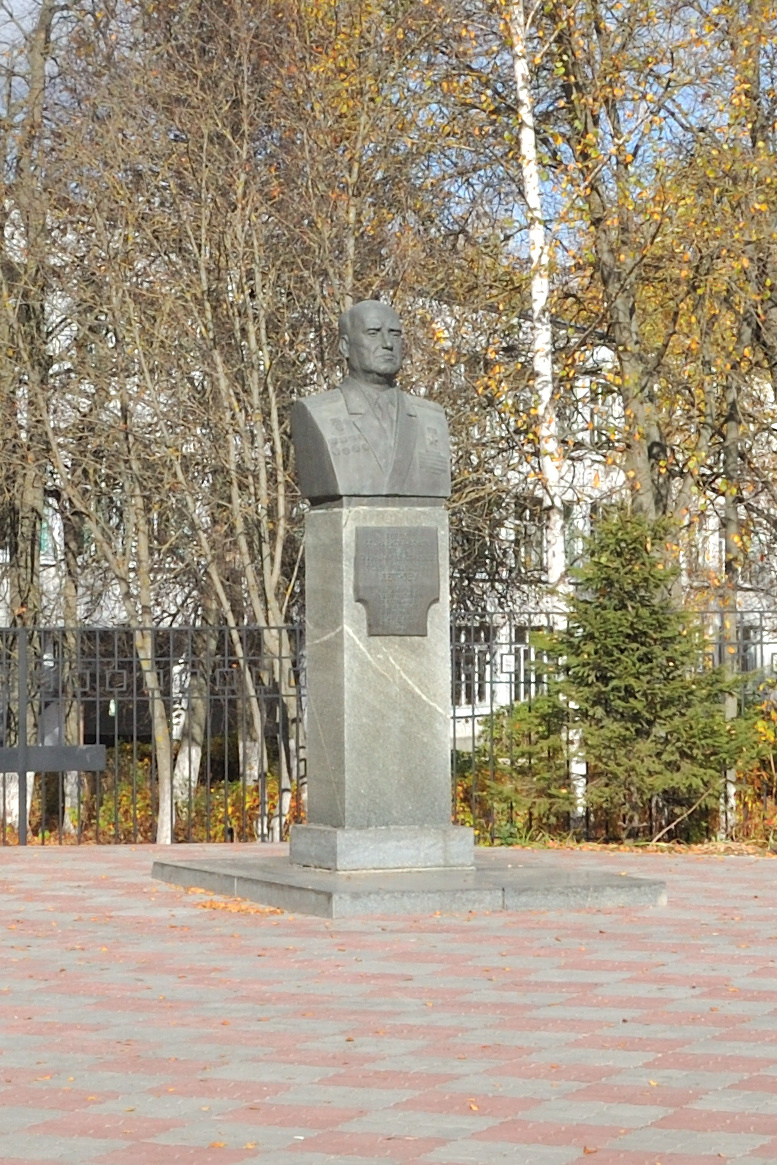
Памятник Ф. Ф. Петрову

В городе родились: военный деятель, участник Советско-финской и Великой Отечественной войн Герой Советского Союза В. Н. Абрамов; участник Гражданской и Великой Отечественной войн генерал-лейтенант, кандидат военных наук В. Ф. Воробьёв; участник Великой Отечественной войны генерал-лейтенант, председатель КГБ при Совете Министров Казахской ССР (1963—1975) Г. С. Евдокименко; русский геодезист и астроном, директор Ташкентской обсерватории Д. Д. Гедеонов, ученик и последователь И. В. Мичурина в области селекции и биологии Исаев С. И. — селекционер многих сортов яблони, в том числе районированных. С 1961 по 1972 год в Венёве проживал поэт, писатель, ученик и сподвижник Николая Рериха и Елены Рерих, автор серии книг «Грани Агни Йоги» Б. Н. Абрамов.

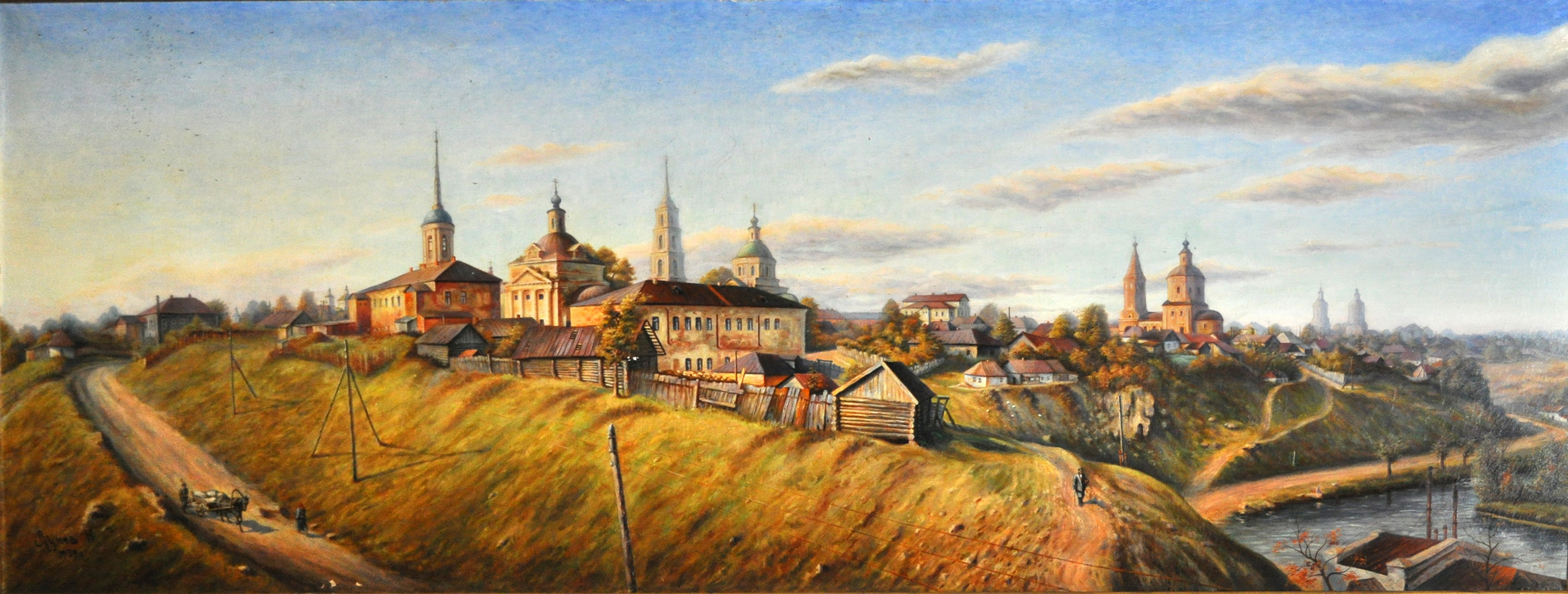
Картина Н. А. Лунева 1959 года «Венёв 1930 год»

6 мая 1985 года на ул. Бундурина был установлен памятник генералу-лейтенанту Федору Федоровичу Петрову (1902—1978), конструктору артиллерийских систем, Герою Социалистического Труда (5.01.1944) лауреату Ленинской премии и четырёх Сталинских премий, доктору технических наук (1947), действительному члену Академии Артиллерийских наук (1946). Скульптор памятника Чуйков Александр Васильевич, сын маршала В. И. Чуйкова.
Многочисленные картины художников, уроженцев Венёва Николая Андреевича Лунёва, воссоздающие облик дореволюционного и нынешнего Венёва, памятников русского зодчества и члена Союза художников России, выпускника Московского государственного художественного института им. В. И. Сурикова Бориса Алексеевича Игнатова выставлены в Венёвском краеведческом музее.
Звание «Почётный гражданин Венёва» за различные заслуги перед обществом и городом присвоены: Генину Валерию Борисовичу — генеральному директору ОАО «Нефтегазспецстрой», Горохову Фридриху Михайловичу — директору ГУ «Межрегиональной дирекции по дорожному строительству в центральном регионе России», Ильину Владимиру Юрьевичу (1947—2003) — краеведу Венёвского района.

## В культуре и топонимике
Город стал прототипом для вымышленного города Верёвкин из цикла фантастических рассказов серии «Город Верёвкин» Кира Булычёва. Здесь происходит действие повести «Козлиха» Марии Косовской, выросшей в Венёве. В честь города Венёва на юго-западе Москвы, — в Южном Бутове, названа Венёвская улица.
По одной из версий, Венёв — родина прототипа литературного персонажа поручика Ржевского. Венёвская помещица Надежда Петровна Ржевская (р.1848) оставила после себя рукописные мемуары, в которых рассказала о похождениях своего дяди Сергея Семеновича и отца Петра Семеновича Ржевских.